# (12084) Unno
(12084) Unno (1998 FL125) – planetoida z pasa głównego asteroid okrążająca Słońce w ciągu 4,15 lat w średniej odległości 2,58 j.a. Odkryta 22 marca 1998 roku.